# Tsarska kupa 1941
La Coppa dello Zar 1941 è stata la 4ª edizione di questo trofeo, e la 4ª in generale di una coppa nazionale bulgara di calcio, terminata il 3 ottobre 1941. L'AS 23 Sofia ha vinto il trofeo per la prima volta.

## Primo Turno
| Squadra 1                 | Risultato | Squadra 2               |
| ------------------------- | --------- | ----------------------- |
| Napredak Ruse             | 3 – 0     | Tsar Krum Byala Slatina |
| Hadzhi slavchev Pavlikeni | 3 – 1     | Orlovets Gabrovo        |
| Bdin                      | 5 – 3     | Belite orli             |
| Parchevich Plovdiv        | 3 – 0     | Botev Haskovo           |
| Levski Dupnitsa           | 1 – 3     | Makedonija Skopje       |

## Quarti di finale
| Squadra 1                 | Risultato | Squadra 2          |
| ------------------------- | --------- | ------------------ |
| Makedonija Skopje         | 12 – 2    | Parchevich Plovdiv |
| Bdin                      | 0 – 3     | AS 23 Sofia        |
| Hadzhi slavchev Pavlikeni | 1 – 0     | Pobeda Varna       |

## Semifinali
| Squadra 1     | Risultato | Squadra 2                 |
| ------------- | --------- | ------------------------- |
| Napredak Ruse | 1 – 0     | Makedonija Skopje         |
| AS 23 Sofia   | 6 – 0     | Hadzhi slavchev Pavlikeni |

## Finale
| Arbitro: | Kitso Pomenov |

|                                          |           |                       |
| Angelov 78’ 57’ Kuzmanov 30’ Todorov 62’ | Marcatori | 65’ Marinov 75’ Manev |